# William Ward (graveur)
Pour les articles homonymes, voir William Ward et Ward.
Ne pas confondre avec son fils, William James Ward.
William Ward, ARA, né en 1766 à Londres, et mort le 21 décembre 1826, est un graveur anglais en manière noire et au pointillé.

## Biographie
William Ward naît en 1766 à Londres.
Il est le fils de James et Rachel Ward, et le frère aîné de James Ward, peintre.
Il est d'abord élève de J. Raphael Smith Smith, puis son collaborateur.
William Ward est nommé graveur du duc d'York, du prince de Galles, et devient un membre associé de la Royal Academy.
Le frère de William Ward, James Ward, était l'un des artistes les plus remarquables de l'époque, son style singulier et sa grande habileté le placent au-dessus de la plupart de ses contemporains, influençant de façon marquée la croissance de l'art britannique. Considéré comme l'un des grands peintres animaliers de son temps, James réalise des peintures historiques, des portraits, des paysages et des genres. Il a commencé comme graveur, formé par William, qui grava plus tard une grande partie de son travail. Le partenariat de William et James Ward produisit des œuvres d'une grande habileté technique et de grande qualité artistique.
Il est marié à Maria Morland, sœur de George Morland, avec qui il a deux enfants : Martin Theodore Ward, mort en 1874, et William James Ward, mort en 1840.
William Ward meurt subitement le 21 décembre 1826.

Manière noires de William Ward
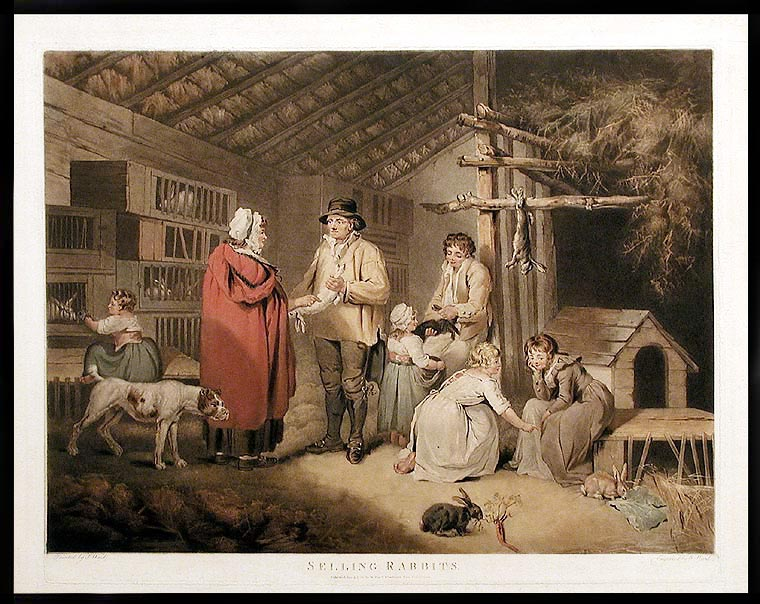
Vente De Lapins (1796).
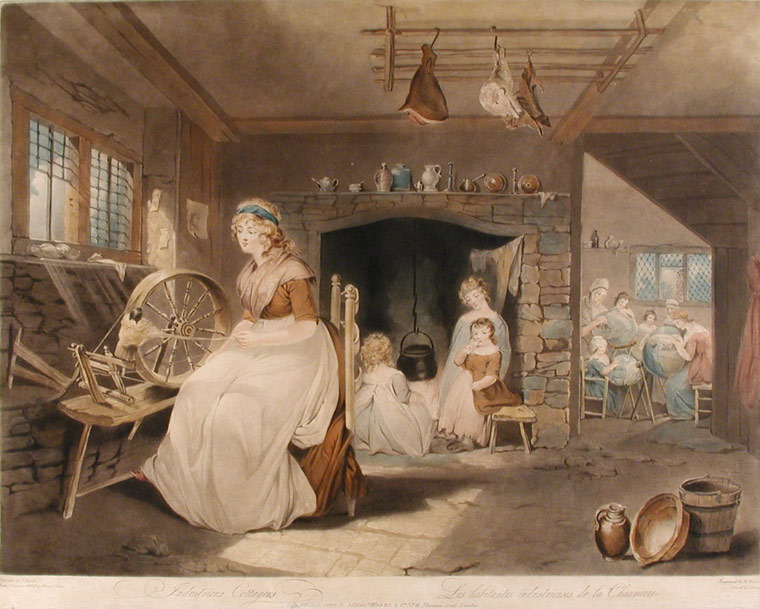
Laborieux Des Propriétaires De Chalets (1801).
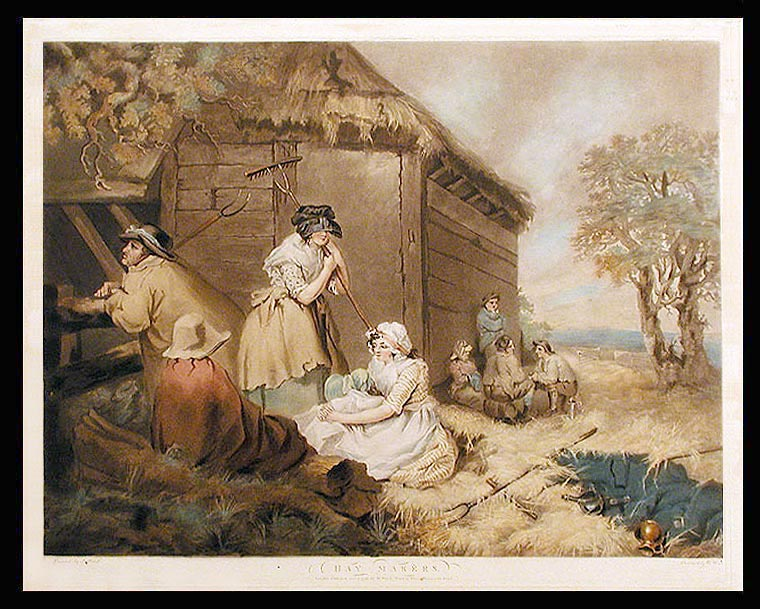
Rhume Des Décideurs (1793).
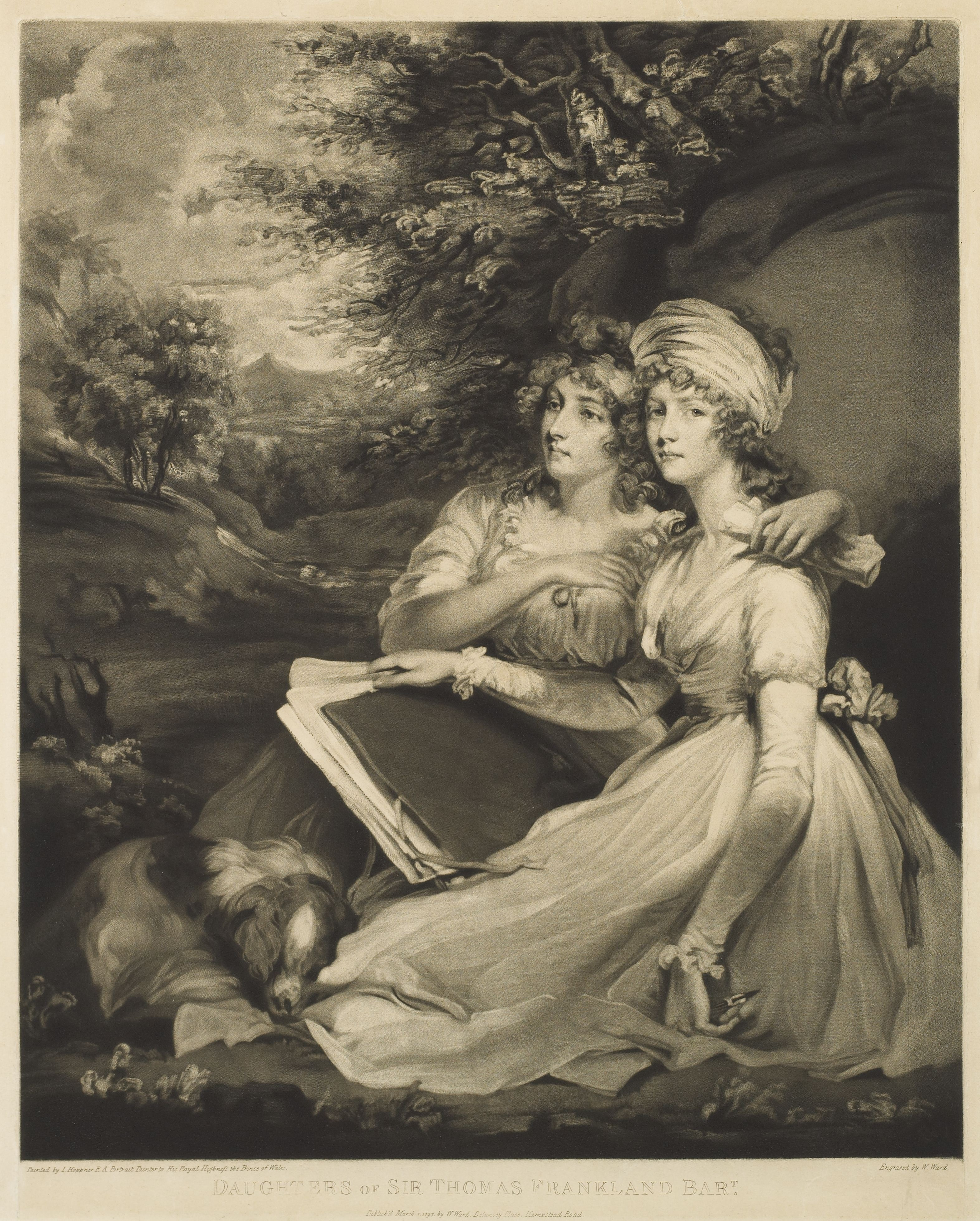
Les filles de Sir Bart Thomas Frankland (1797).
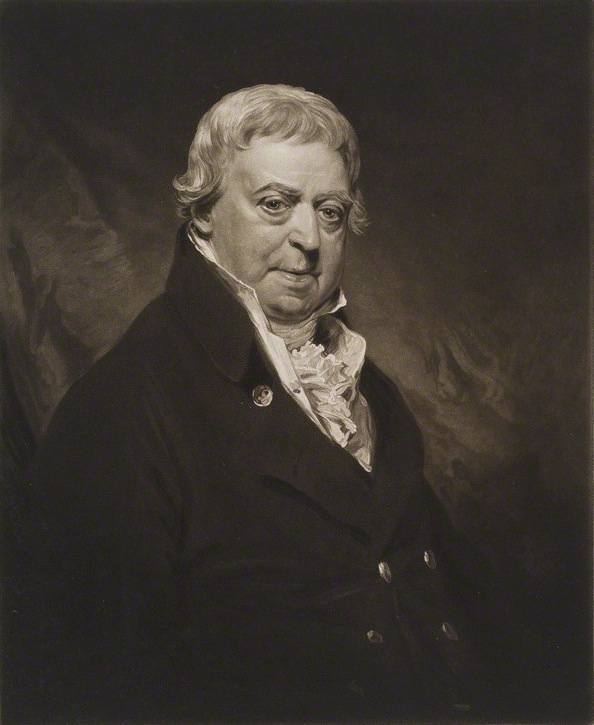
Portrait de James Ferguson (1818).